# Widukind
Widukind of Wittekind (743-807) was de leider van het Saksische volk en tegenstander van de Frankische koning Karel de Grote ten tijde van de Saksenoorlogen (772-804). Uiteindelijk won Karel de Grote, voegde het stamhertogdom Saksen toe aan het Frankische Rijk en dwong de bevolking met grof geweld zich te bekeren tot de leer van de Rooms-Katholieke kerk. Hij is de eerste bij naam bekende hertog van het hertogdom Saksen. In latere tijden werd Widukind het symbool van de Saksische onafhankelijkheid en een legendarisch figuur.

## Opkomst, hertogschap en macht
Over de afkomst en de jeugd van Widukind (wiens naam "kind van het woud" betekende en welke waarschijnlijk een gekozen naam was om zijn rol als leider van het verzet tegen de Franken te onderstrepen) is niets bekend. Hij was getrouwd met Geva van Vestfold, dochter van de Deense koning Siegfried I (776 - 803) bij welke vorst hij, naar vermeld in de Annales regni Francorum (Annalen van het koninkrijk der Franken), toevlucht vond in zowel in 777 als in 782.
Voor de tijd van Widukind was het bij de Saksen gebruikelijk dat zij hun hertogen alleen in tijden van oorlog als legeraanvoerder kozen (dat is dan ook de letterlijke betekenis van het woord hertog), en dat deze in vredestijd weer terugtraden. Onder het hertogschap van Widukind echter was gedurende tientallen jaren sprake van een permanente opstand waardoor het mogelijk werd dat hij zeer lang in functie bleef en de Saksen eraan gewend raakten onder een centraal regime te staan. Hiermee vergrootte Widukind zijn invloed op het volk en dat van zijn familie, waaruit later verschillende Saksische dynastieën voortkwamen zoals de Ottonen, Welfen, Ascaniërs en Billungen. Ook na zijn overgave aan Karel de Grote kon hij zijn positie van hertog van de Saksen behouden.

## Verzet en kerstening
Widukind was de leidende kracht in de Saksenoorlogen, waarin de Saksen voor hun onafhankelijkheid vochten en het behoud van de eigen religie. Nadat Karel de Grote in 777 de Saksen had verslagen, moesten alle Saksische edelen op de rijksdag in Paderborn verschijnen maar Widukind weigerde dit en ging naar zijn schoonvader Siegfried bij de Denen. Op de rijksdag werd de aanwezige Saksische adel bevestigd in hun positie in Saksen en daarmee werden ze deel van het Frankische bestel.
In 778 trok Karel naar Spanje om tegen de Saracenen te strijden en al snel hervatten de Westfaalse Saksen hun verzet. Het verzet bestond niet alleen uit plundertochten in het Rijnland maar richtte zich ook tegen de eigen adel. In 782 keerde Widukind terug als leider van de nieuwe opstand en plunderde verschillende Frankische gebieden. Hij wist een Frankisch leger te verslaan bij de Süntel. Deze opstand, waarbij ook Friezen en Wenden (Sorben) betrokken waren, eindigde met de massale onthoofding van 4.500 Saksen door Karel de Grote. Deze slachting staat bekend als het Bloedbad van Verden. Het kan echter ook zijn dat de 4500 gedeporteerd zijn naar andere gebieden zoals toen ook gebruikelijk was. Een graf met 4500 schedels is nergens aangetroffen.
In 783 hervatte Widukind de oorlog met de Franken en versloeg hen opnieuw bij de Grotenburg. Kort daarna keerde het tij en wonnen de Franken bij de Hase. Met steun van de Friezen kon Widukind zijn verzet ook in de winter voortzetten. In 785 gaf Widukind zich over en liet zich met kerst dopen te Attigny, waarbij Karel als peetoom optrad. De paus organiseerde ter gelegenheid van deze doop een groot feestmaal. Widukind behield zijn positie als hertog van de Saksen. Daarnaast zou hij graaf van Hamaland zijn geworden.

## Familie
Van Widukind en Geva is een kind bekend: Wigbert, hertog van Saksen (799-827).
Een waarschijnlijke achterkleinzoon van Widukind was de West-Saksische graaf Diederik, hij huwde rond 890 met Reginhilde, uit welk huwelijk onder andere een dochter Mathilde van Ringelheim voortkwam

## Graf
Widukind stierf vermoedelijk in 807 bij een slag tegen de Zwaben. Hij zou zijn begraven te Enger in Herford (in het huidige Noordrijn-Westfalen) en modern onderzoek heeft daar in de kerk inderdaad skeletresten uit zijn tijd gevonden, maar geen directe aanwijzingen voor een graf van Widukind. In Enger wordt op zijn feestdag 6 januari nog ieder jaar brood uitgedeeld (de Wittekindspende), een traditie die tot ver in de middeleeuwen teruggaat en ter nagedachtenis van Widukind zou zijn.

## Legende en symboliek
Widukind verscheen later in legenden als een heilige en bouwer van vele kerken. Vóór zijn doop zou hij op een zwart paard hebben gereden en daarna op een wit.
Volgens een Duitse versie van de sage zou Wittekind over de kam van het Wiehengebergte zijn gereden in afwachting van een goddelijk teken. Moest hij al dan niet het christendom aannemen en zich aan Karel de Grote onderwerpen? Dat zou het einde van de oorlogen tussen zijn Saksen en Karel de Grotes Franken betekenen. Daarop zou het paard van Wittekind met zijn hoef een steen hebben losgekrabd. Terstond ontsprong daar een bron, de Wittekindsbron. Daarop ging Wittekind, overtuigd dat dit inderdaad een goddelijk teken was, onmiddellijk over tot het christelijk geloof en onderwierp zich aan Karel.
Verschillende Duitse plaatsen claimen dat een (voormalige) bron in hun gemeentegebied de "echte" Wittekindsquelle, de locatie van een wonder en dus een plek voor bedevaarten, is of was. Daartoe behoren:
- Bergkirchen, op de grens van de stadsdelen Volmerdingsen en Wulferdingsen in het uiterste noorden van de gemeente Bad Oeynhausen
- Lübbecke
- Porta Westfalica ( deze bron is inmiddels opgedroogd)

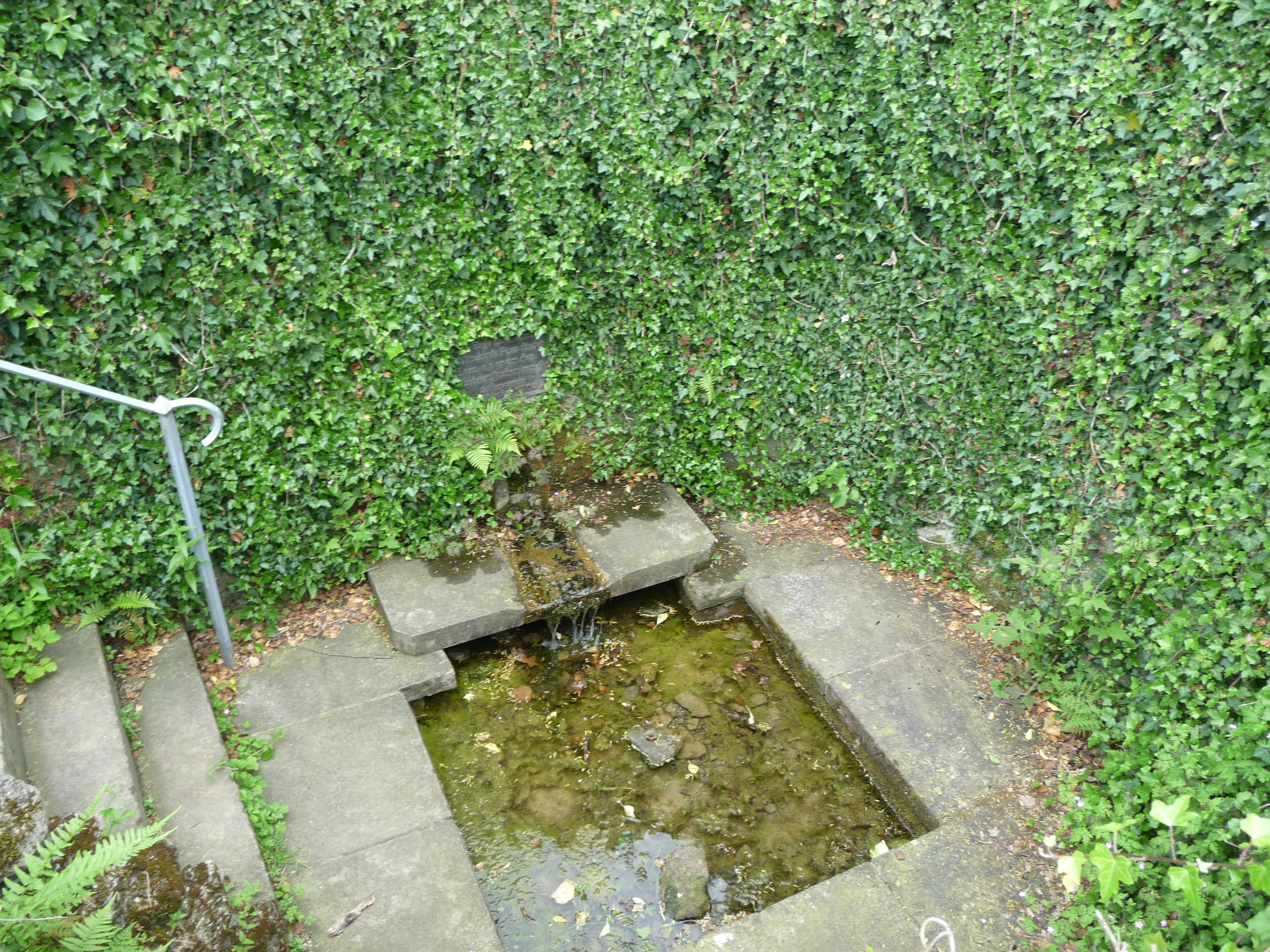
De Wittekindsquelle van Bergkirchen
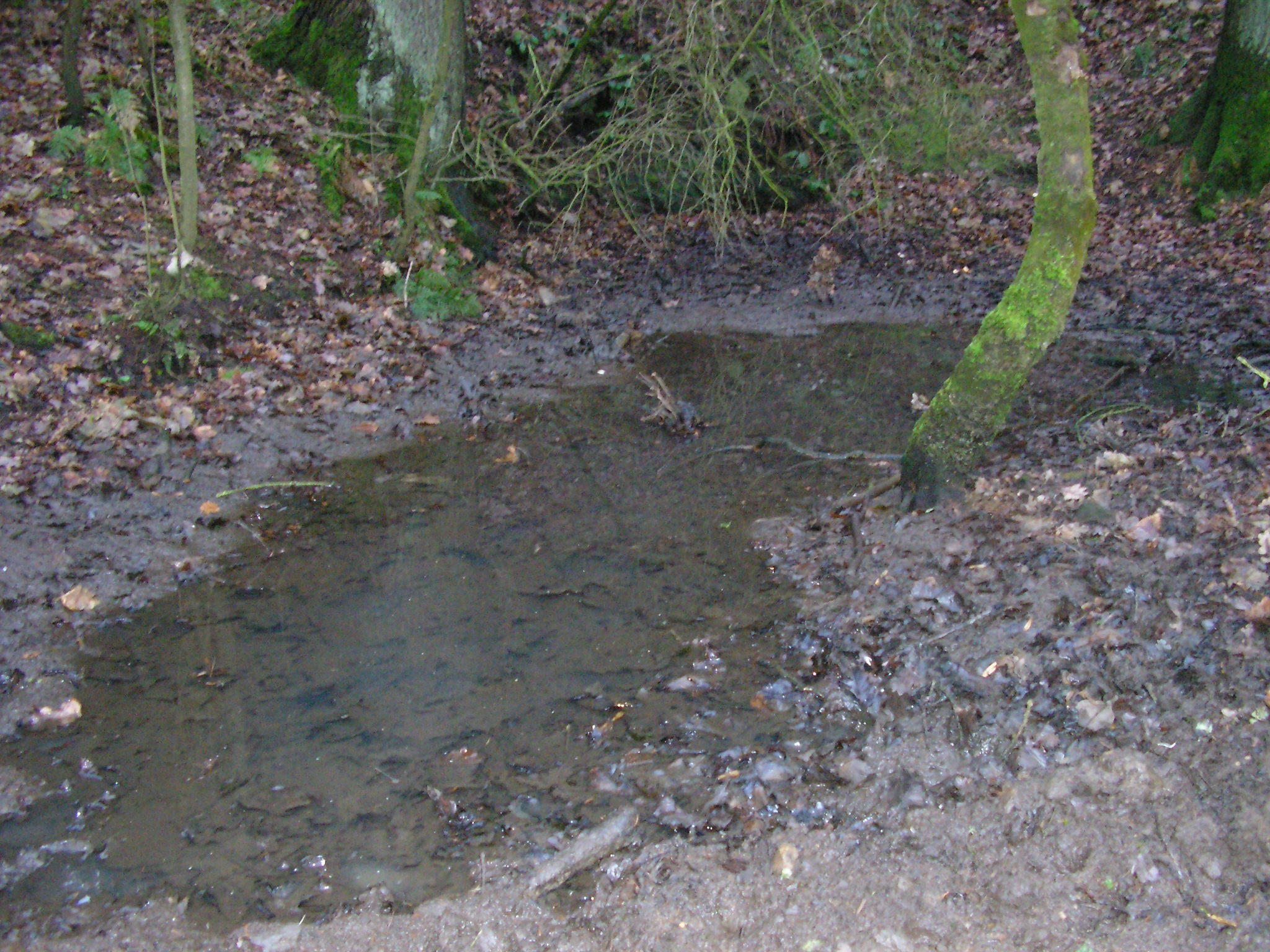
Wittekindsquelle bij Lübbecke
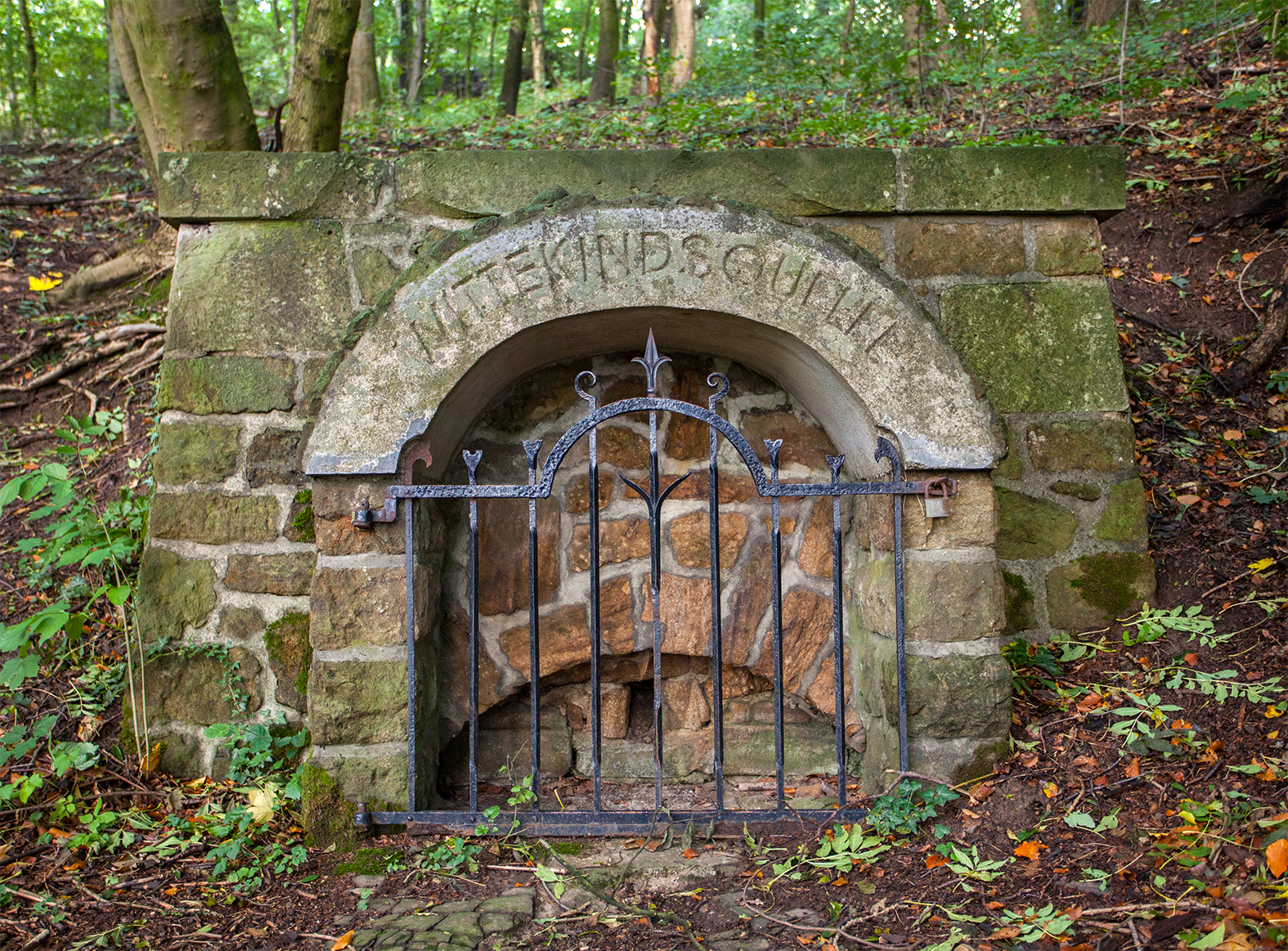
De voormalige Wittekindsquelle op de Wittekindsberg bij Porta Westfalica in 2012

Het zwarte paard (Saksenros) is afgebeeld op het wapen van Herford en in het wapen van de gemeente Emmen en het witte paard in het gemeentewapen van Renkum, op de vlaggen van Noordrijn-Westfalen, Nedersaksen en Twente.
Op 3 maart 2017 verscheen het lied 'Widukund' op het album 'Moi' van Daniël Lohues.
Op 4 juni 2021 is Widukind als vader des vaderlands vereerd in het lied 'Naobers' van de Bökkers.

## Voetnoten
1. ↑  D.J. Henstra, Friese graafschappen tussen Zwin en Wezer, blz. 76-77.
2. ↑   https://genius.com/Bokkers-noabers-lyrics